# Фізика Арістотеля
Грецький філософ Арістотель (384 до н. е. — 322 до н. е.), учень Платона, розробив безліч фізичних теорій і гіпотез, опирауючись на знання того часу. Власне і сам термін «фізика» був введений Арістотелем.
Письмові праці Арістотеля відносилися до двох видів: «екзотеричні» — твори для широкої публіки, що складаються в основному з діалогів на різні теми; і «езотеричні» — лекційні курси та наукові трактати. Власне до фізики відносяться твори, названі «Фізика», «Про небо», «Про виникнення і знищення», «Метеорологіка». Філософські праці Арістотеля, зібрані і відредаговані Андроніком Родоським в книзі під назвою «Метафізика», зазвичай не відносять до фізики, проте в них містяться міркування про простір, рух і матерії тощо.
Його твори трактуються неоднозначно: з одного боку в його школі розвиваються емпіричні ідеї та спеціалізація; але з іншого боку твори трактуються в сильно платонівському дусі.
Фізика Арістотеля заснована на вченні про чотири елементи (чотирьох стихій). У працях Арістотеля ведеться мова про відношення між цими стихіями, їх розвиток, як вони втілюються в явищах природи і т. ін.
Об'єднуючи і систематизуючи доступні знання про природу, Арістотель створив свою фізико-космологічну картину світу. Космології він присвятив окрему книгу «Про небі».

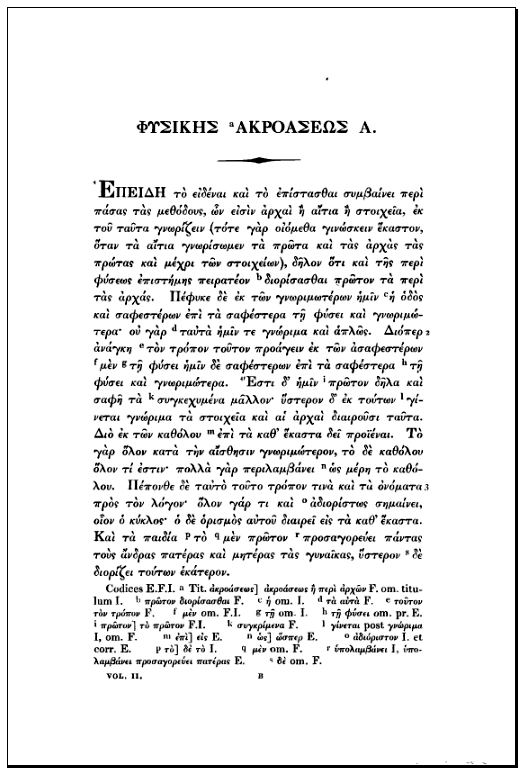
Перша сторінка книги Арістотеля «Фізика»

1. Природне місце — кожен елемент тягнеться до свого природного місця, якимось чином розташованого щодо центру Землі, а значить і центру Всесвіту.
2. Гравітація/Левітація — на об'єкти діє сила, що рухає ці об'єкти до їх природного місця.
3. Прямолінійний рух — у відповідь на цю силу тіло рухається по прямій лінії з постійною швидкістю.
4. Залежність швидкості від щільності — швидкість обернено пропорційна щільності середовища.
5. Неможливість вакууму — так як швидкість руху в вакуумі була б нескінченно великою.
6. Всепроникаючий ефір — кожна точка простору заповнена матерією.
7. Кінцевий всесвіт — світ кінцевий, тобто завершений, отже, досконалий; світ ніщо не обіймає, з чого випливає, що у світу немає місця («місце — перша межа осяжності тіла»).
8. Теорія континууму — між атомами був би вакуум, таким чином матерія не може складатися з атомів.
9. Ефір — об'єкти з надмісячного світу зроблені з іншої матерії, ніж земні.
10. Незмінний і вічний космос — Сонце і планети — досконалі, незмінні сфери.
11. Рух по колу — планети роблять досконалий круговий рух.

## Космологія
Всесвіт є безперервним, оскільки вважалося, що всі тіла можна ділити на частини до нескінченності. З посиланням на піфагорійців Арістотель описує необхідність і достатність трьох вимірів для всіх тіл.

## Вчення про рух
З усього цього ясно, що розгляд нескінченного цілком личить фізикам. З повною достовірністю також всі вважають його як початок: неможливо адже, щоб воно існувало марно, з іншого боку, щоб йому притаманне було інше значення, крім початку. Адже все існуюче або [є] початок, або [виходить] з початку, у нескінченного ж не існує початку, так як воно було б його кінцем. Далі, [нескінченне], будучи певним початком, не виникає і не знищується; адже те, що виникає, необхідно отримує кінцеве завершення, і всяке знищення призводить до кінця. Тому, як ми сказали, у нього немає початку, але воно саме, по всій суті, є початок [всього] іншого, все обіймає і всім управляє, як кажуть ті, які не визнають, крім нескінченного, інших причин, наприклад розуму або любові. І воно божествене бо безсмертне і незруйноване, як каже Анаксимандр і більшість фізіологів. 

## Телеологія
Для пояснення всього існуючого у Всесвіті Арістотель пропонує використовувати принцип грецької філософії — чотири основоположних початка: форма, матерія, причина і мета. Останній принцип — мета — внесла у фізику Арістотеля телеологію. У своїх творах він знаходить в кожному об'єкті Всесвіту доцільність, що значно відрізняє її від сучасної фізики. Але на відміну від Платона, Арістотель вказує на несвідомий характер доцільності в природі. Загальна мета світу і всього світового процесу, на думку Арістотеля, є Бог. Богом він також називає першодвигун, ідеальний початок, який впорядкує матеріальний світ.